# رباط (إيران)
رباط (بالفارسية: رباط) هي منطقة سكنية تقع في إيران في Mahidasht District. يقدر عدد سكانها بـ 996 نسمة .